# Lind (Herning)
 For alternative betydninger, se Lind (flertydig). (Se også artikler, som begynder med Lind)
Lind er en by i Herning Kommune, som er beliggende ca. 3 kilometer syd for Herning Centrum. Lind har et indbyggertal på 5.159 indbyggere i byområdet (2018). Byen ligger tæt på motorvejen og Messecenter Herning. Lind hører til Rind Sogn .
Lind har også den største skole i Herning, Lind Skole på 718 elever (2012). Desuden har Lind en grundskole - Højgårdskolen med 265 elever (2016).
Tidligere var Lind en bydel til Herning, men blev af Styrelsen for Dataforsyning og Effektivisering udskilt fra Herning til at være en selvstændig by pr. 1. januar 2018., men fra 1. januar 2019 er Lind igen blevet en bydel til Herning.

## Personer fra Lind
- J.K. Lauridsen – venstrepolitiker
- Kristian Jensen – Finansminister, venstrepolitiker
- Lars Krarup – Borgmester, venstrepolitiker
- Anne Kejser – TV-vært
- Jesper Lauridsen - fodboldspiller. (Fcm, Esbjerg og Randers)
- Lars Skjærbæk - guitarist, musiker, sangskriver
- Ulrik Ørum-Petersen - Festival Direktør, Heartland Festival
- Claus Nørgaard - Fodboldtræner (Brøndby, Brentford, Esbjerg, Sønderjyske)